# Godasa maculatrix
Godasa maculatrix là một loài bướm đêm trong họ Noctuidae.